# Trosa kvarn

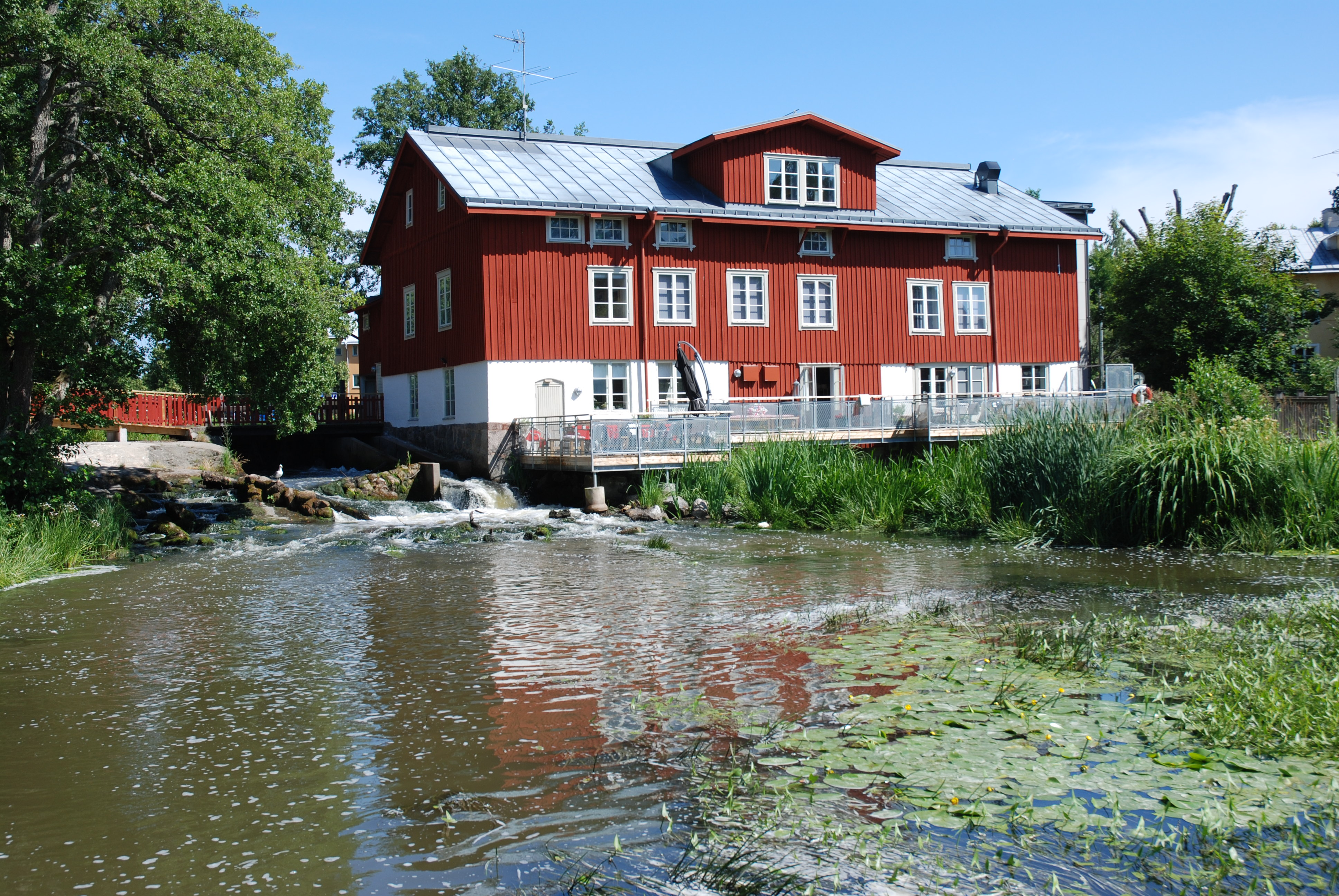
Trosa kvarn nedströms, 2011.

Trosa kvarn är en byggnad och en tidigare vattenkvarn i Trosa.

## Historik
En verksamhet med en mjölkvarn vid Trosaån startade under senare delen av 1600-talet. Vattenkraften hämtades från Trosaån. Kvarnens kunder bestod huvudsakligen av skärgårdsbönder och diverse hantverkare.

## Kulturverksamhet
TROSA KVARN - en gammal vattenkvarn som stått öde i många år köptes i början av 60-talet av silversmeden Eric Robbert och hans hustru Inger. Först byggdes maskinrummet om till SILVERSMEDJAN TROSA KVARN. Eric och hans medarbetare kunde börja arbeta. Där skapades smycken i guld & silver, men också i oädla metaller som brons och järn, olika silverföremål för privatpersoner och kyrkor. En lokal blev krukmakeri, en annan textilverkstad. I övervåningen byggdes deras bostad. En liten kvarnbod ställdes också i ordning. Efter några år beslöt Eric att han ville värma kvarnen på "Guds element". Det lilla kraftverket "Jolanta" byggdes och gjorde Kvarnen självförsörjande med el. När textilverkstaden flyttade till ort öppnade Inger där GALERIE TROSA KVARN. Under många år ställdes inte enbart namnkunniga svenska konstnärer ut, utan också internationella som Karel Appel, Arik Brauer, Toko Shinoda m.fl. Efter en stor Hundertwasser utställning hade Inger ett flerårigt samarbete med denne konstnär. När paret Robbert av åldersskäl vile lämna kvarnen, köptes den 1995 av en anonym person, som skänkte den till Trosa kommun. Med ett förbehåll: Kvarnen skulle förbli ett litet centrum för konst & konsthantverk. Efter en tids verksamhet i denna riktning, betalade kommunen tillbaka köpesumman till givaren. Lösta från förbehållet såldes Kvarnen efter en tid till en grupp affärsmän. Idag rymmer byggnaden företagskontor. Det lilla kraftverket är nu också ett minne blott.
Se också Chalkis Jewelry School, Eric Robbert.

## Bilder

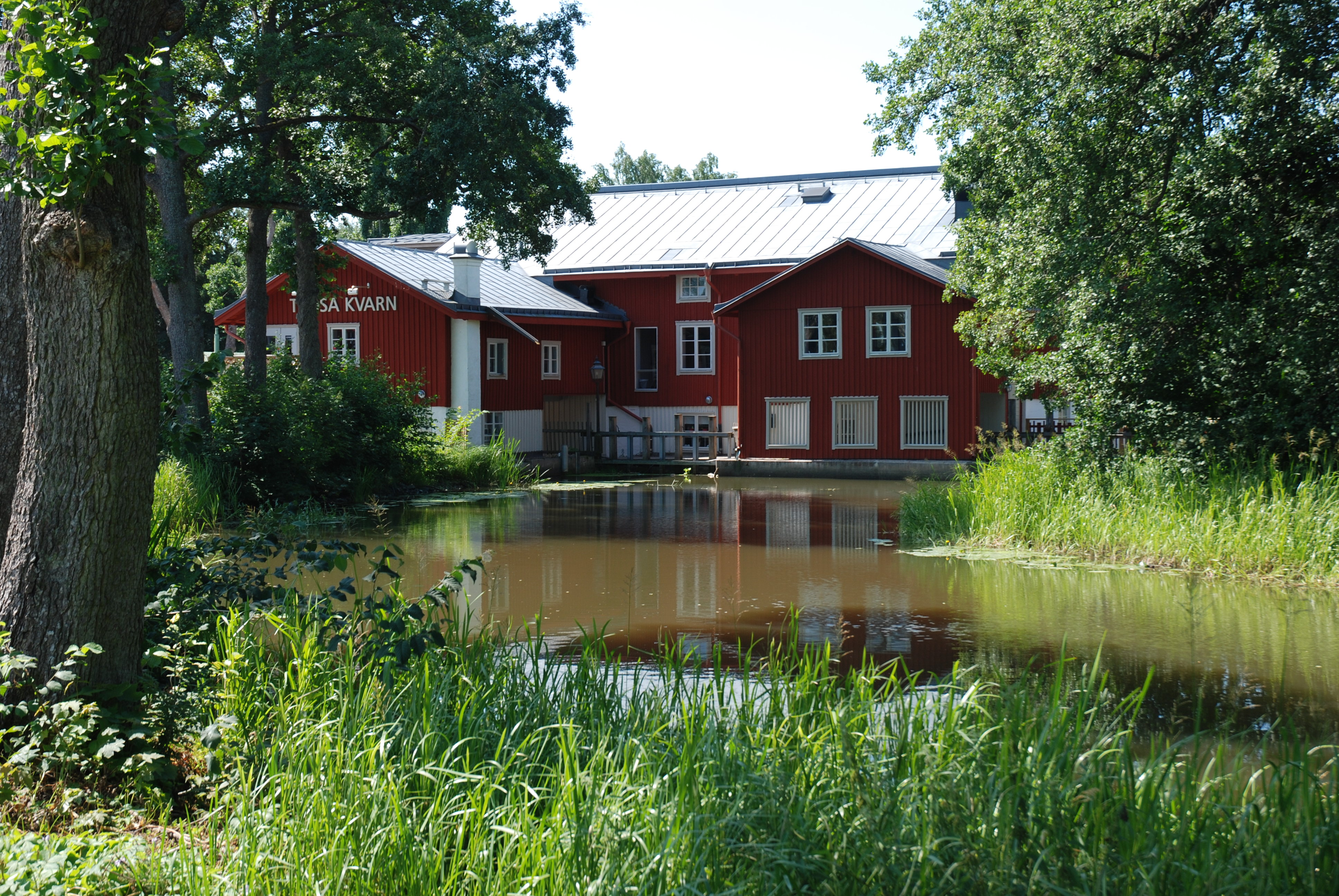
Trosa kvarn ovanströms, 2011.
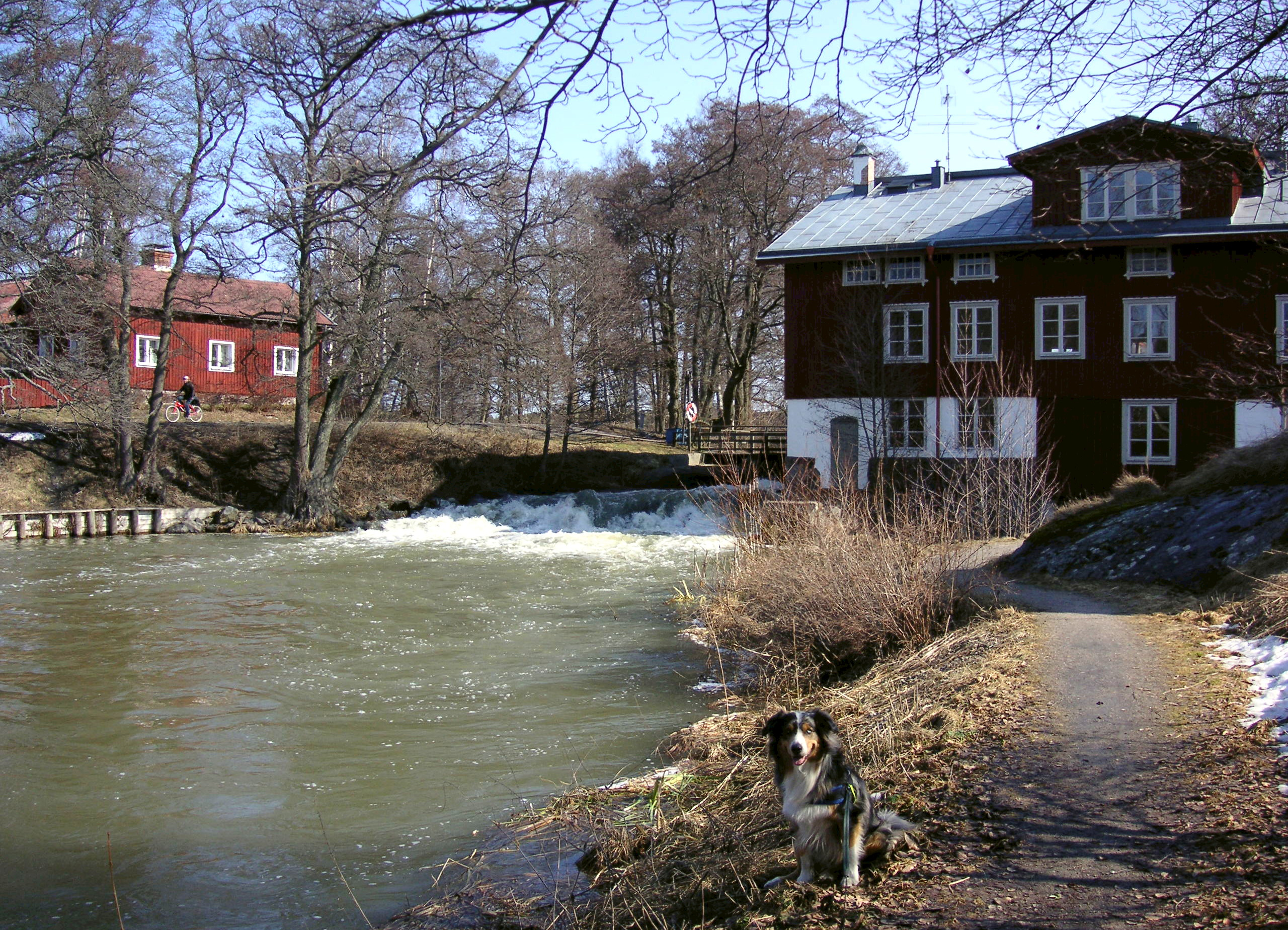
Trosa kvarn nedströms, 2006.
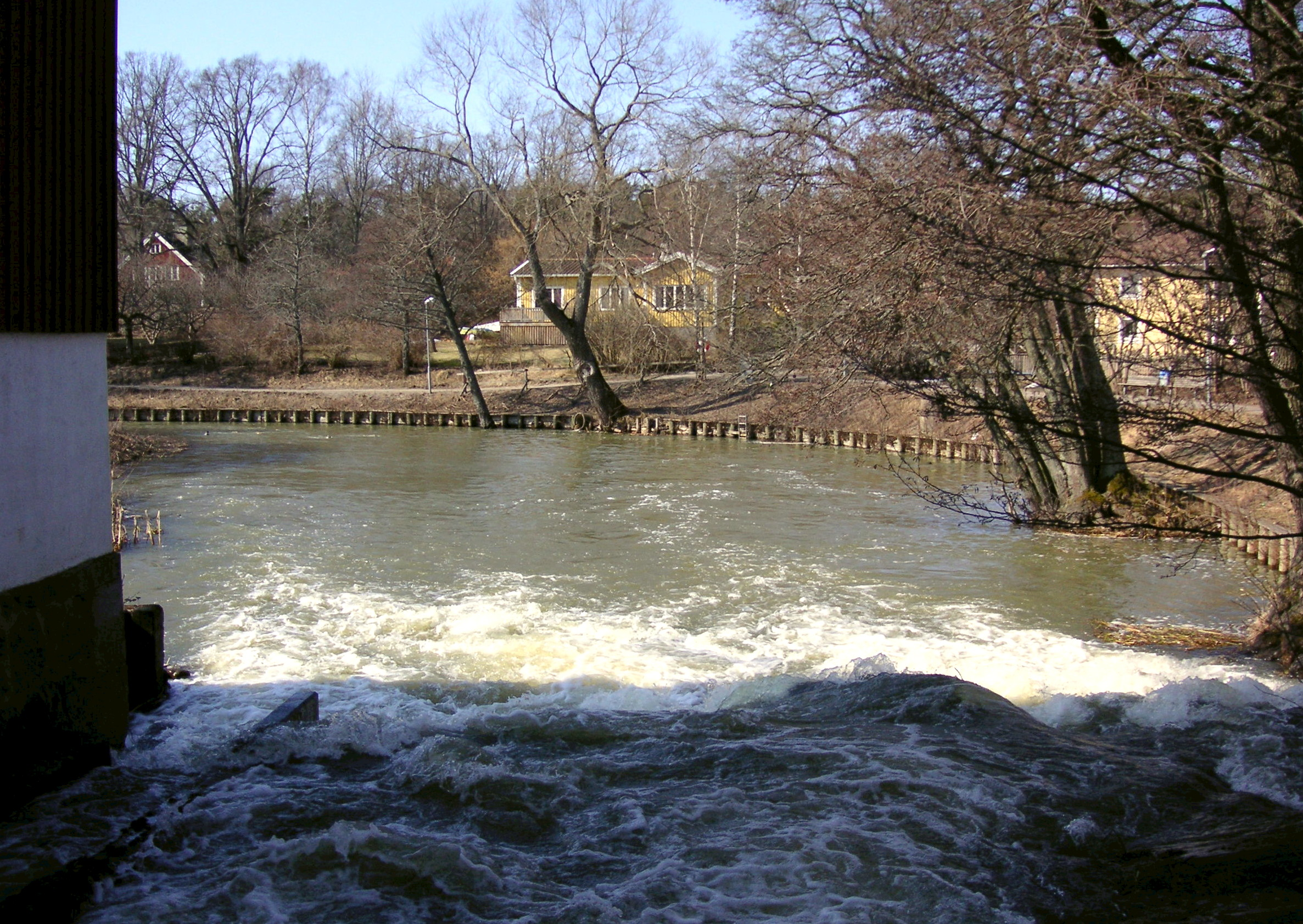
Trosa kvarn nedströms, 2006.
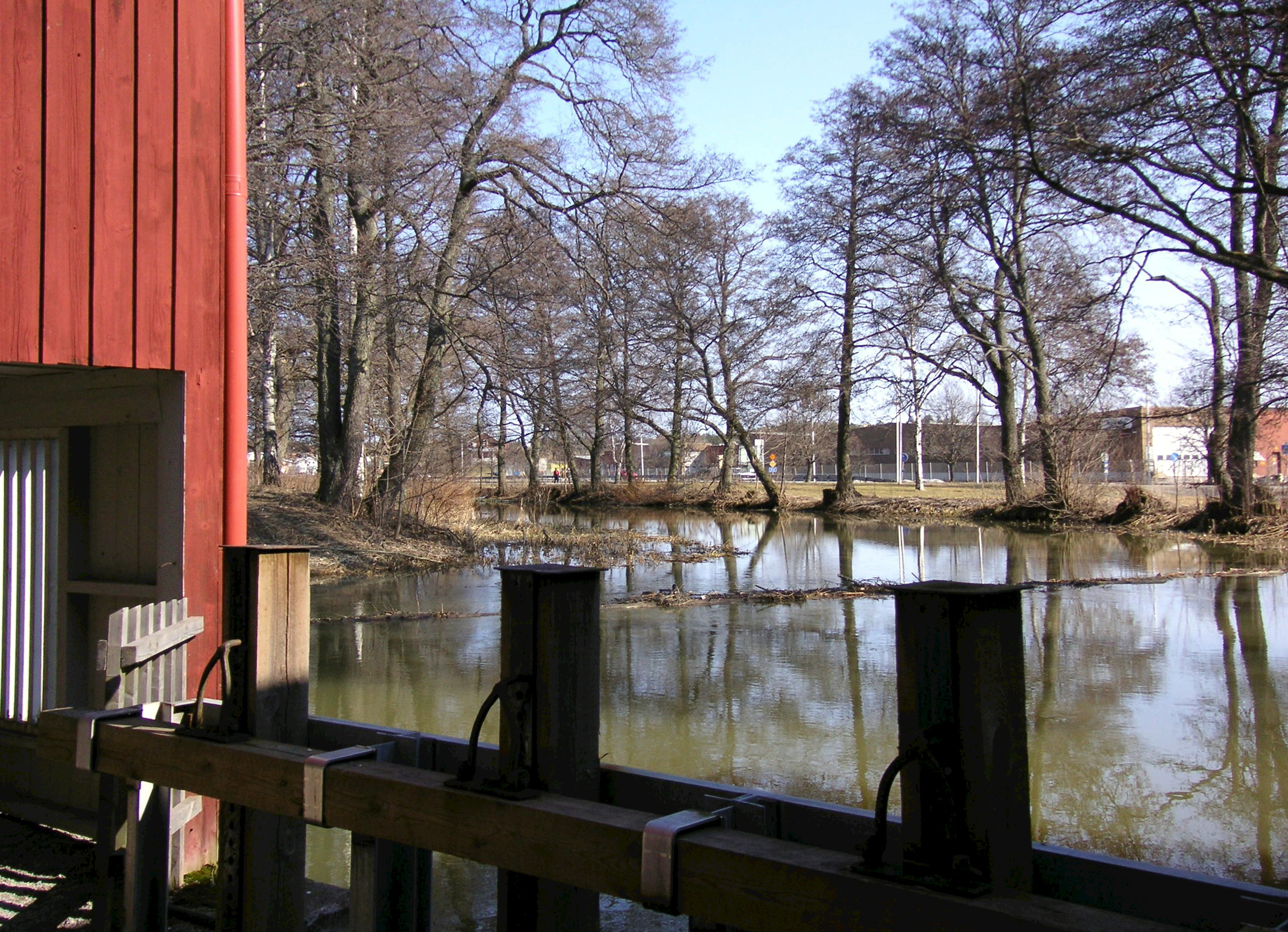
Kvarndammen, 2006.